# 2004年夏季残疾人奥林匹克运动会苏里南代表团
2004年夏季残疾人奥林匹克运动会苏里南代表团是苏里南派出的2004年夏季残疾人奥林匹克运动会代表团。未获得奖牌。